# Engenharia molecular
Engenharia molecular é um campo interdisciplinar que combina princípios da química, física, biologia e engenharia para projetar e manipular moléculas com propriedades e funções específicas. Essa abordagem permite o desenvolvimento de materiais e sistemas inovadores em escala molecular, com aplicações em diversas áreas, como medicina, eletrônica e energia.

## Aplicações
A engenharia molecular tem aplicações significativas em:
- Medicina: Desenvolvimento de sistemas de entrega de medicamentos, terapias direcionadas e materiais biomédicos personalizados.[2]

- Eletrônica: Criação de dispositivos em escala nanométrica, como transistores e sensores moleculares, com desempenho aprimorado.[3]

- Energia: Desenvolvimento de materiais para armazenamento e conversão de energia, como baterias e células solares eficientes.[4]

- Ciência dos materiais: Síntese de materiais com propriedades mecânicas, térmicas e ópticas específicas para aplicações industriais.[5]

## Relação com a nanotecnologia
A engenharia molecular está intimamente ligada à nanotecnologia, pois ambas operam em escalas nanométricas e compartilham técnicas e objetivos semelhantes. Enquanto a nanotecnologia foca na manipulação da matéria em escala atômica e molecular para criar estruturas e dispositivos, a engenharia molecular concentra-se no design e na síntese de moléculas específicas para funções desejadas.

## Avanços recentes
Pesquisas recentes têm explorado a utilização de estruturas de DNA e RNA, como o "origami de DNA", para criar nanodispositivos com aplicações em medicina e eletrônica. Esses avanços permitem a construção de estruturas tridimensionais precisas em escala nanométrica.
Além disso, a engenharia molecular tem sido fundamental no desenvolvimento de máquinas moleculares, como as criadas por Sir Fraser Stoddart, que mimetizam movimentos mecânicos em escala molecular e têm potencial para aplicações em diversas áreas.